# 4677 Хироши
4677 Хироши (енгл. 4677 Hiroshi) је астероид главног астероидног појаса са средњом удаљеношћу од Сунца која износи 3,135 астрономских јединица (АЈ).
Апсолутна магнитуда астероида је 12,0.